# 史密斯遊美京
《民主萬歲》（英語：Mr. Smith Goes to Washington，或譯《史密斯先生到华盛顿》）是1939年美国导演法蘭克·卡普拉的政治題材喜劇電影。詹姆斯·史都華、珍·亞瑟、克勞德·雷恩斯主演。本片被視為上乘喜劇、偉大的弊端揭發電影、以及對政府落實民主的期許。本片也是詹姆斯·史都華的成名之作。

## 中文片名
在上海上映時的正式片名叫《民主万岁》。

## 劇情概述
傑佛森·史密斯（Jefferson Smith，詹姆斯·史都華）原本擔任童軍團團長，是一名滿懷理想抱負、但涉世未深的青年，因緣際會獲選為參議員。另一名資深參議員潘恩（克勞德·雷恩斯）、以及將州長與潘恩玩弄股掌之上的財閥泰勒，同意讓他出線，只因為前參議員突然去世，史密斯的形象清新－而且看似年輕可欺。史密斯因為潘恩是他父親的老同學，而天真的十分信任景仰潘恩。
史密斯到華府上任後，去參觀了諸位開國先哲的紀念館，矢志達成亞伯拉罕·林肯在蓋茲堡演說所揭示的「民有、民治、民享之政府」。然而泰勒和潘恩發現史密斯越來越不受他們操縱，而且看穿他們互相勾結、炒作土地的陰私。泰勒和潘恩決定先下手為強，在議會公開詆毀史密斯的人格、偽造文件以捏造罪名、並操控媒體以虛構民意、甚至傷害支持史密斯的青少年孩童們。
就在此時，潘恩的助理、熟悉國會生態的珊德斯（珍·亞瑟），對這位青年參議員從懷疑、輕視，到敬佩、喜愛，她決定盡力幫助傑佛森·史密斯......

## 影響

### 政治影響
《民主萬歲》1939年在華盛頓特區首映，由於本片揭露了議會的腐敗面、以及輿論受政治操控的情況，因此受到華盛頓新聞界、以及美國國會議員的攻擊，但是反而大力促成本片的票房成功。
本片在納粹德國、法西斯義大利、佛朗哥西班牙、蘇俄等政權治下遭到禁演。在歐洲其他一些國家，雖然可以上映，但受到「漂白」處理。在1942年的維琪法國，因為禁令較晚下達，許多劇院趕在禁令宣布前上映本片，有的劇院甚至在禁令下達後30天仍「違規」上映本片。
《民主萬歲》一直被評價為史上最偉大的弊端揭發影片。由於披露菸草對人體致命危害、受到菸草企業抹黑恐嚇而知名的傑佛瑞·魏根博士，也在2007年第一屆華盛頓弊端揭發週盛讚本片對美國歷史的重要性。

### 文化影響
「弊端揭發者」英文為「whistleblower」，直譯為「吹哨子的人」。影片中就是有一幕傑佛森·史密斯在國會殿堂吹起口哨，以驚醒那些昏庸顢頇、麻木不仁的議員們。
《民主萬歲》於1962年至1963年間，有電視影集的重拍版本。1977年，被重拍為電影《Billy Jack Goes to Washington》。1992年，再次被重拍為艾迪·墨菲主演的電影《滑頭紳士闖通關》。
美國有些參議員候選人，在競選活動時謔仿本片、或者自比為主角傑佛森·史密斯，以博取民眾的支持。
現實中的詹姆斯·史都華，曾是童軍團成員及終身的支持者，被公認品德形象極佳。1997年，史都華以89歲高齡過世，紐約時報等報章媒體在專版介紹其生平事蹟時，用「Mr. Stewart Goes to Hollywood」為段落副標題，對照本片片名「Mr. Smith Goes to Washington」。以彰顯傑佛森·史密斯就是詹姆斯·史都華，身處複雜的大環境中（華盛頓或好萊塢）而不受汙染，並對國家社會做出卓越的貢獻。

## 得獎
《民主萬歲》上映時得到巨大的票房成功。
此片得到到奧斯卡金像獎的最佳原著故事奖，以及提名最佳影片奖、最佳導演奖、最佳男主角奖、最佳男配角奖（兩位）、最佳編劇奖、最佳配樂奖、最佳錄音奖、最佳室內裝飾奖。
《民主萬歲》在美國電影學會評選的百年百大電影系列，名列AFI百年百大勵志電影百年來的第5名、AFI百年百大電影第26名。詹姆斯·史都華演出的傑佛森·史密斯在AFI百年百大銀幕英雄與反派名單上，被選為經典銀幕英雄第11名。
此片也因為它「文化上、歷史上、美學上」的重要價值，被選為美國國家電影保護局典藏。

## 延伸閱讀
- Capra, Frank（1971年）Frank Capra, The Name Above the Title: An Autobiography（法蘭克·卡普拉，片名前的名字），出版社： New York: The Macmillan Company，ISBN 0-306-80771-8.
- Jones, Ken D., McClure, Arthur F. and Twomey, Alfred E. The Films of James Stewart，期刊：New York: Castle Books, 1970年.
- Michael, Paul, ed（1980年）The Great Movie Book: A Comprehensive Illustrated Reference Guide to the Best-loved Films of the Sound Era（偉大的電影書：有聲電影時代最受歡迎的影片參考指南大全），出版社：Englewood Cliffs, New Jersey: Prentice-Hall Inc.，ISBN 0-13-363663-1.
- Sennett, Ted（1989年）Hollywood's Golden Year, 1939: A Fiftieth Anniversary Celebration（1939年，好萊塢的黃金歲月：50周年紀念），出版社：New York: St. Martin's Press，ISBN 0-312-03361-3.

## 外部連結
- 互联网电影数据库（IMDb）上《民主萬歲》的资料（英文）
- TCM电影资料库上《民主萬歲》的资料（英文）
- 5 Speeches from the Movie in Text and Audio（页面存档备份，存于） from AmericanRhetoric.com
- Mr. Smith Goes to Washington Script
- Full length review of the film（页面存档备份，存于）